# Ольшанка (Житомирський район)
Ольша́нка — село в Україні, у Житомирському районі Житомирської області. Входить до складу Романівської селищної громади. Населення становить 109 осіб.

## Населення

### Мова
Розподіл населення за рідною мовою за даними перепису 2001 року:
| Мова       | Відсоток |
| ---------- | -------- |
| українська | 98,17%   |
| російська  | 1,83%    |

## Географія
На північному заході від села бере початок річка Луца, права притока Жаборічки. На північній строні від села пролягає автошлях Т 0601.

## Загальний опис
В селі діють:
- Сільська рада
- Сільський клуб
- Ольшанська ЗОШ І-ІІ ступенів
- Фельдшерський пункт
- Ольшанське лісництво Бердичівського ДЛГ